# Uollega ungemachi
Uollega ungemachi är en fjärilsart som beskrevs av Emilio Berio 1945. Uollega ungemachi ingår i släktet Uollega och familjen nattflyn. Inga underarter finns listade i Catalogue of Life.